# 양산동 (북구)
양산동(陽山洞)은 광주광역시 북구의 동이다. 2013년에 건국동에서 분동되었다.

## 주거

### 아파트
| 단지명              | 건설사                | 시행사                        | 주소                  | 주소   | 입주        | 비고     |
| ------------------- | --------------------- | ----------------------------- | --------------------- | ------ | ----------- | -------- |
| 힐스테이트 연제     | 현대엔지니어링        | 아시아신탁㈜ ㈜웰메이드씨앤디 | 북구 양일1로 31       | 연제동 | 2020년 5월  |          |
| 연제 골드클래스     | 보광종합건설㈜        | 골드종합건설㈜                | 양산제로 95           | 연제동 | 2018년 2월  |          |
| 연제 1차 대주피오레 | 대주건설㈜            | 대주주택㈜                    | 양일로 70             | 연제동 | 2006년 3월  |          |
| 연제 2차 대주피오레 | 대주건설㈜            | ㈜미래알에이씨                | 북구 양일로 52        | 연제동 | 2007년 8월  |          |
| 양산그린자이 1차    | 지에스건설㈜          | 생보부동산신탁㈜              | 양산로71번길 10       | 양산동 | 2006년 11월 |          |
| 양산그린자이 2차    | 지에스건설㈜          | 지에스건설㈜                  | 양산택지로34번길 22   | 양산동 | 2006년 6월  |          |
| 양산주공            | 한국건설㈜ 해동건설㈜ | 대한주택공사                  | 북구 하서로229번길 57 | 양산동 | 2004년 11월 | 국민임대 |
| 연제주공            | 남양건설 (유)중도건설 | 대한주택공사                  | 북구 양산제로 110     | 연제동 | 2006년 5월  | 국민임대 |

## 교육
- 연제초등학교
- 양지초등학교
- 양산초등학교
- 양산중학교